# Roca de Mònaco
La Roca de Mònaco (en francès: Rocher de Mònaco) és un monòlit de 62 metres d'altura situat a la costa mediterrània del Principat de Mònaco.

## Història

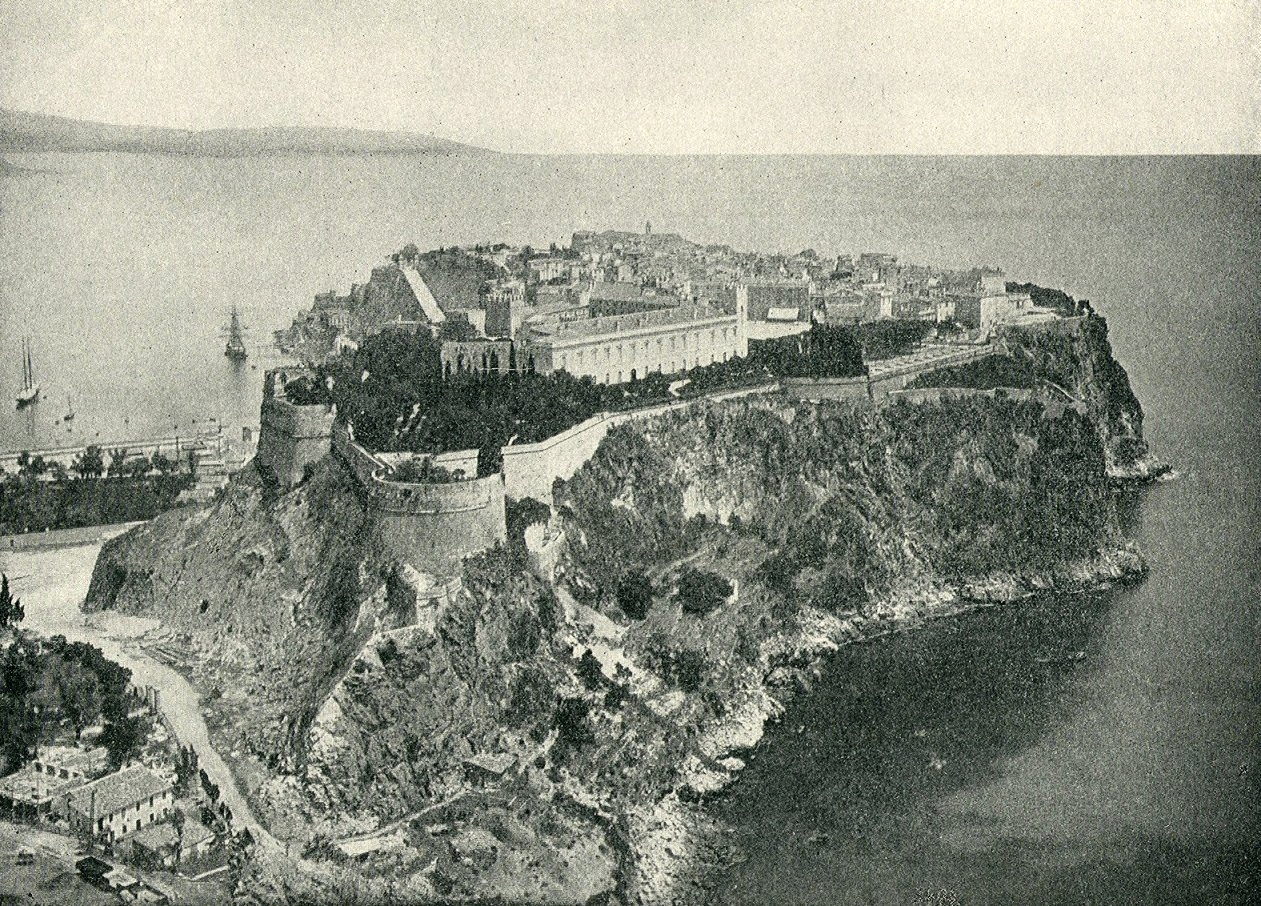
La Roca al 1890

La primera possessió de la Roca fou l'antiga colònia marsellesa de Monoïkos (en grec antic: Μόνοικος), anomenada així per les tribus de Ligúria que van ocupar l'àrea i servia com a punt de control; i fins i tot, de refugi per a poblacions primitives. La Roca de Mònaco era també la primera conquesta de la dinastia dels Grimaldi, que foren els governants del país durant més de 700 anys, fundat quan el güelf Francesco Grimaldi conquerí la Roca disfressat de frare franciscà, per tal de poder facilitar la seva entrada i obrir les portes als seus soldats.

## Actualitat

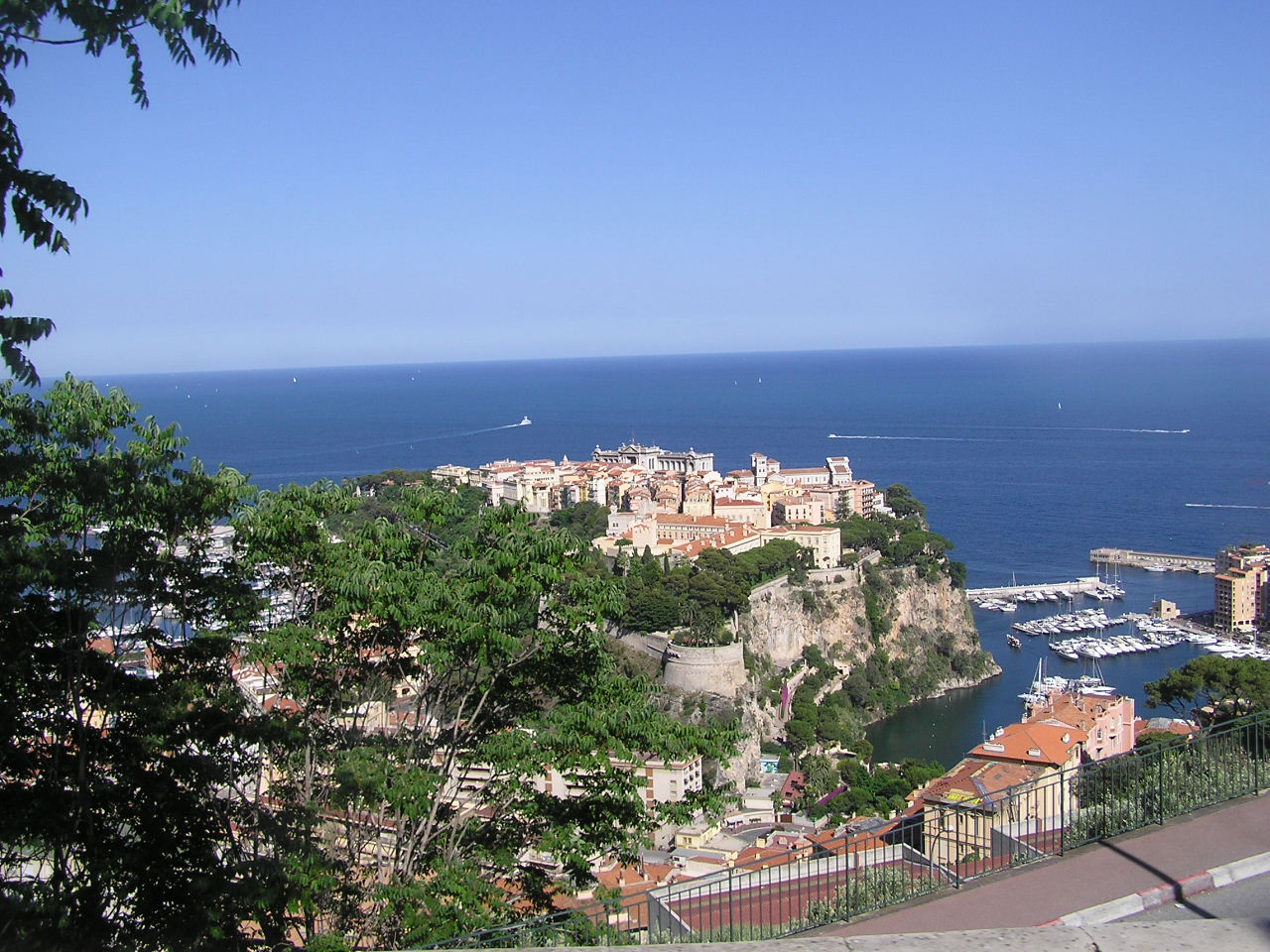
Vista de la Vila de Mònaco i la Roca

Avui dia, la Roca és la més antiga de les quatre parts de Mònaco, la Vila de Mònaco, on està situat el Nucli Antic, la part més antiga. No es troba gaire lluny del Palau dels Prínceps de Mònaco (en francès: Le Palais Princier), llar de l'actual monarca Albert II de Mònaco i de la família monegasca; la catedral i el Museu Oceanogràfic de Mònaco. La Roca de Mònaco és una popular atracció on els turistes poden veure les vistes del Palau o el canvi de la guàrdia.